# 일본국 헌법 제39조
일본국 헌법 제39조(일본어: 日本国憲法第39条)은 일본국 헌법 제3장 "국민의 권리와 의무"의 조문 중 하나이다. 법률 불소급의 원칙(소급입법금지), 일사부재리의 원칙에 대해 규정하고 있다.

## 조문
일본국 헌법 제39조
누구든지 실행할 때에 적법하였던 행위 또는 이미 무죄가 된 행위에 대하여는 형사상의 책임을 지지 아니한다. 또한 동일한 범죄에 대하여 거듭하여 형사상의 책임을 지지 아니한다.

## 해설
법률 불소급의 원칙(소급처벌금지)과 일사부재리의 원칙을 규정하고 있다. 삼심제와 검사의 상소(上訴)는 일사부재리의 원칙에 반하지 않는다는 것이 최고재판소의 판단이다. 다만 여기서 '일사부재리'라는 것은 일본 국내의 형사절차에 한정되는 것으로, 한번 일본의 형사절차에 따라 처벌된 행위가 사후에 또다시 일본의 형사절차에 부쳐지지 않는다는 것을 의미한다. 즉 외국의 법률과 형사절차에 따라 이미 처벌된 행위라고 하더라도 일본에서 일본 국내법에 따라 다시 처벌을 내리는 것은 가능하다.
다만 최고재판소는 판례의 변경에 따른 소급 처벌에 대해서는 가능하다고 판단하였다. 일본 법률에 있어서 '판례'는 법원(法源)이 되지 않기 때문이다(이에 대한 반론도 존재한다). 이 때문에 판례의 변경에 따른 법 해석의 변경은 헌법상의 소급입법에 해당하지 않는다.
변호사인 다카노 다카시에 따르면 당초 일본국 헌법의 제정 과정에서 연합군 최고사령부(GHQ)가 제시한 헌법 초안에서는 '소급처벌의 금지'와 '일사부재리의 원칙'은 전혀 별개의 조문이었지만, 일본 측에서 내각법제국 소속 당국자로서 GHQ와의 교섭을 담당한 이리에 도시오와 사토 다쓰오 등이 일사부재리의 원칙의 의미를 간과하여 일본 측 초안에서는 이를 삭제해 버렸다고 한다. 그러나 훗날 GHQ가 일사부재리의 원칙 조문을 삭제한 것을 문제 삼자, 이들은 남아 있던 소급처벌금지 조문 말미에 일사부재리의 원칙을 덧붙여 버렸다. 결과적으로 이 때문에 헌법 제39조가 이론상으로 해석하기 어려운 조문이 되어 버린 게 아니냐는 것이 다카노의 주장이다.